# Corchorus
Il corcoro (Corchorus L.) è un genere di piante appartenenti alla famiglia delle Malvacee, che raccoglie circa 80 specie native delle regioni tropicali e subtropicali in tutto il mondo.
Dalle fibre di alcune specie di questo genere si ricava la juta, utilizzata soprattutto in ambito tessile.

## Etimologia
Il nome deriva dal vocabolo del greco antico κόρχορος oppure κόρκορος, che indica una pianta selvatica di identificazione incerta, possibilmente juta oppure asparago selvatico.

## Descrizione
Le piante sono in genere erbe annuali, che raggiungono altezze fino a 2-4 metri, con poche ramificazioni, a volte assenti. Le foglie sono alternate, semplici, lanceolate, lunghe da 5 a 15 cm,  con punta acuminata e margine finemente seghettato o lobato. I fiori sono piccoli, con dimensioni di circa 2–3 cm, e gialli, con 5 petali; i frutti sono delle capsule contenenti molteplici semi.

## Tassonomia
Il genere Corchorus, descritto per la prima volta da Linneo nella sua opera Species Plantarum (1753), è classificato nella sottofamiglia Grewioideae della famiglia delle Malvacee. Tale genere contiene circa 80 specie.

## Usi

### Fibre
Le fibre derivata dalle piante del genere Corchorus, conosciute come juta, sono le fibre vegetali più coltivate dopo il cotone.

### Cibo

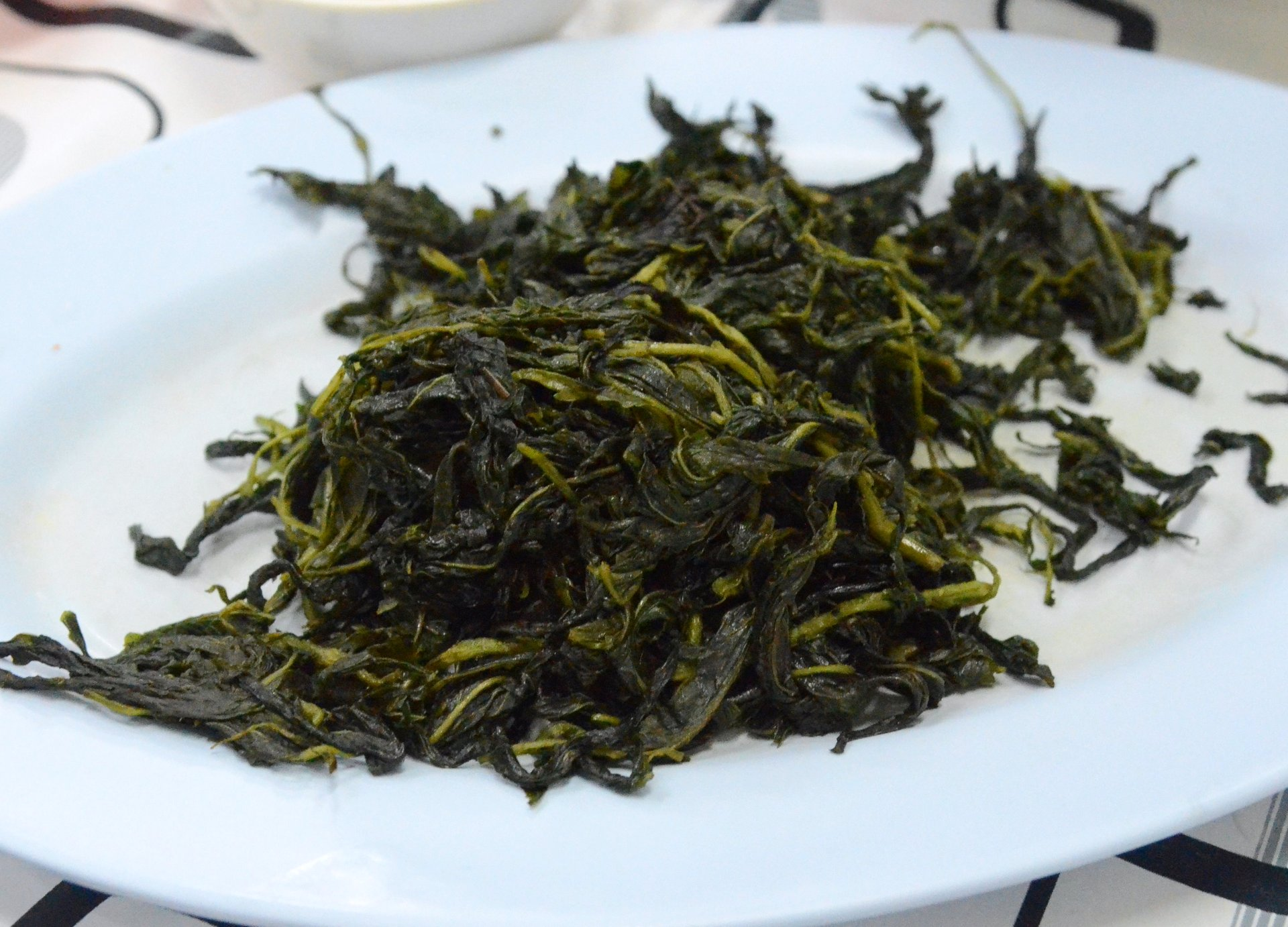
Nella cucina tailandese, le foglie sono conosciute come bai po.

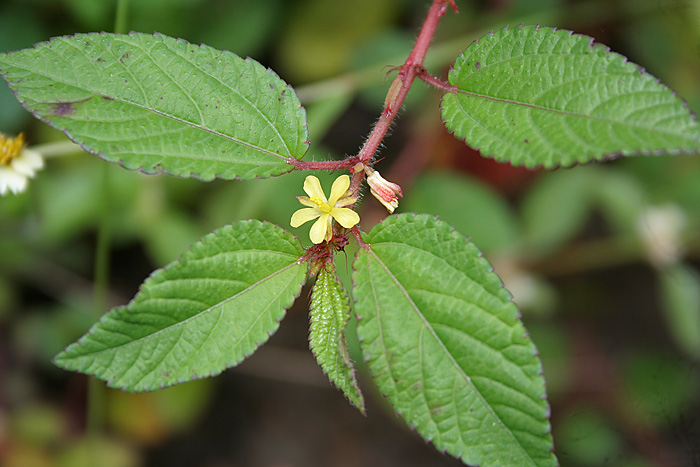
Corchorus aestuans in Hyderabad, India.

Le foglie di Corchorus sono consumate nelle cucine di svariati paesi. Corchorus olitorius è usato principalmente in piatti del sud-est asiatico, Medio Oriente, Nordafrica e Africa occidentale; Corchorus capsularis è consumato in Giappone e in Cina. Quando cotto, ha una consistenza mucillaginosa, quasi viscida, simile al gombo. I semi sono usati come condimento e dalle foglie si ricavano tisane.
In Nordafrica e Medio oriente, le foglie più giovani delle specie di Corchorus sono conosciute, in arabo, come malukhiyah e sono consumate anche crude. Il Malukhiyah è largamente consumato in Egitto e alcuni lo considerano un piatto tipico egiziano. Tali foglie rappresentano un cibo di base per gli egiziani fin dai tempi dei faraoni.
Nella cucina nigeriana, specialmente tra gli Yoruba, è comunemente usato in uno stufato noto come ewedu, un condimento per altri alimenti a base di amido come l'amalaor aggiunto con gbegiri una zuppa locale di nigeria. Nel nord della Nigeria è conosciuto come Ayoyo. Lo usano per cucinare una salsa chiamata Miyan Ayoyo, che viene comunemente servita con Tuwon Masara o Tuwon Allebo.
In Ghana, è per lo più mangiato dalla gente del Nord e si chiama ayoyo. Viene consumato principalmente con Tuozaafi (cibo preparato con farina di mais).
Le foglie di iuta vengono anche consumate tra il popolo Luhya del Kenya occidentale, dove è comunemente noto come mrenda o murere. Viene mangiato con cibi amidacei come gli ugali, un alimento base per la maggior parte delle comunità in Kenya.
Nel nord del Sudan è chiamato khudra, che significa "verde" in arabo sudanese. Il popolo Songhai del Mali lo chiama fakohoy.
In India, è conosciuto localmente come nalta sag. È un alimento preferito durante i mesi estivi, specialmente a Sambalpur e nella parte occidentale dell'Odisha. Di solito è mangiato insieme a riso o pappa di riso.
Nelle Filippine, Corchorus olitorius è noto come saluyot. È comunemente consumato come una verdura a foglia insieme a germogli di bambù.
Nella cucina thailandese, le foglie del Corchorus olitorius (localmente conosciute come bai po; in Thai: ใบ ปอ) vengono sbollentate, insieme al riso congee. Il sapore ricorda quello degli spinaci e del samphire.
In Sierra Leone è conosciuto come krain krain (o crain crain) ed è cotto come stufato. Lo stufato viene solitamente consumato con riso o foofoo (un cibo tradizionale a base di manioca).